# Brasa

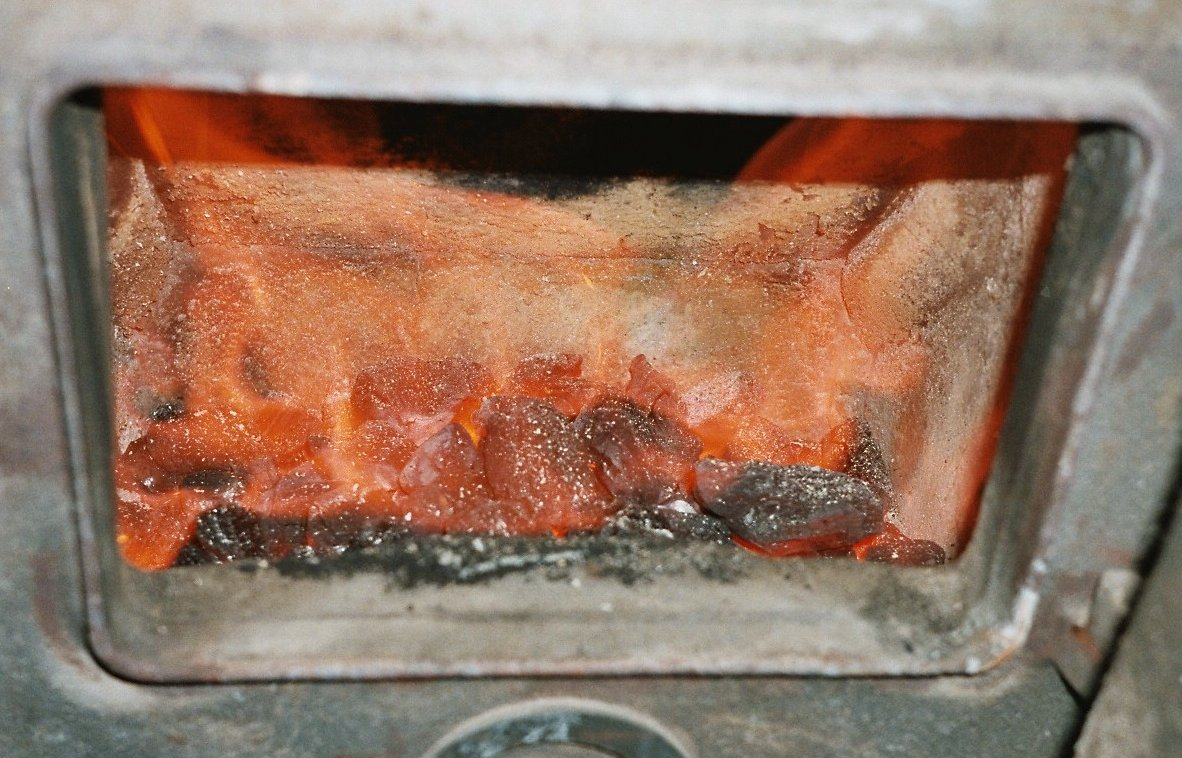
Brases escalfant un forn.

La brasa és el resultat dels moments finals de combustió de la fusta. És a dir, quan un foc ha desaparegut i s'ha apagat la flama quedant només la incandescència. La calor que transmeten les brases és per radiació. Se sol emprar per a la seva generació fusta gruixuda que sigui capaç de cremar bé durant el foc, fins a arribar a l'instant en què produeixi unes bones brases: caracteritzat per haver una disminució de la flama. La durada de les brases fins a convertir-se en cendra dependrà en gran part de la duresa i qualitat de la fusta emprada en el foc. També es poden obtenir brases a partir d'altres combustibles sòlids, com ara el carbó o llenya artificial (majorment utilitzats per a la calefacció) per a utilitzar-les en la cocció d'aliments, és important deixar que el foc desaparegui, per evitar així que es propagui i arrabassi la cocció.
Un dels llocs de treball més coneguts i populars és gastronòmic, per a fer un rostit o una graellada, forma part essencial dels diferents llocs de treball que es fan a les cuines internacionals. No obstant això existeixen aplicacions domèstiques en l'escalfament de llar de foc i forns. Normalment, per preparar un rostit s'ha de mantenir la brasa a un pam de la graella (depèn també de la quantitat), mantenint la major quantitat de brases als costats de la graella, i així evitar que es cremi. A aquesta forma de cuinar també se l'anomena graellada, i representa el mode de cocció del rostit rioplatense.
En les Fogueres de Sant Joan és molt coneguda la tradició de cremar mobles vells en una foguera feta al mig del poble, després de la foguera, quan hi ha brases hi ha gent que carregant amb un conegut a coll passa caminant sobre les brases.